# Pasaporte nigeriano
El pasaporte nigeriano es un documento que se expide a los ciudadanos nigerianos con el propósito de realizar viajes fuera de Nigeria. Todos los pasaportes emitidos son biométricos, los cuales pueden ser ordinarios u oficiales, según el uso previsto.
Los pasaportes nigerianos se pueden solicitar en una ubicación física correspondiente a los Servicios de Inmigración de Nigeria, o bien presentándolos a través de su página web. Los nigerianos que viven en otros países pueden obtener pasaportes a través de la embajada o consulado de Nigeria más cercano.

## Pasaporte
El pasaporte electrónico oficial está reservado principalmente para algunos funcionarios gubernamentales y diplomáticos nigerianos.
Los ciudadanos nigerianos pueden viajar a los Estados miembros de la Comunidad Económica de los Estados de África Occidental (CEDEAO) sin necesidad de solicitar un visado previo.

## Requisitos de visado
A fecha de 2 de julio de 2021, los ciudadanos nigerianos podían viajar sin visado o con un visado a la llegada a 45 países y territorios, por lo que el pasaporte nigeriano ocupa la posición 98 en términos de libertad de viaje según el índice de restricciones de visa.